# 3.ª etapa da Volta a Espanha de 2019
A 3.ª etapa da Volta a Espanha de 2019 teve lugar a 26 de agosto de 2019 entre Ibi e Alicante sobre um percurso de 188 km e foi vencida ao sprint pelo irlandês Sam Bennett da Bora-Hansgrohe. O seu compatriota Nicolas Roche manteve o maillot vermelho.

## Classificação da etapa
| \| Classificação por etapas \| Classificação por etapas \| Classificação por etapas \| Classificação por etapas \| Classificação por etapas \| \| Ciclista \| Ciclista \| Equipe \| Tempo \| \| \| ------------------------ \| ------------------------ \| ------------------------ \| ------------------------ \| ------------------------ \| \| 1. \| Sam Bennett \| Bora-Hansgrohe \| 4h25m02s \| \| \| 2. \| Edward Theuns \| Trek-Segafredo \| + 0s \| \| \| 3. \| Luka Mezgec \| Mitchelton-Scott \| + 0s \| \| \| 4. \| Jon Aberasturi \| Caja Rural-Seguros RGA \| + 0s \| \| \| 5. \| Phil Bauhaus \| Bahrain-Merida \| + 0s \| \| |                |                        |          |
| |                |                        |          |
| Fonte: ProCyclingStats |                |                        |          |
| Classificação por etapas |                |                        |          |
| Ciclista | Ciclista       | Equipe                 | Tempo    |
| 1. | Sam Bennett    | Bora-Hansgrohe         | 4h25m02s |
| 2. | Edward Theuns  | Trek-Segafredo         | + 0s     |
| 3. | Luka Mezgec    | Mitchelton-Scott       | + 0s     |
| 4. | Jon Aberasturi | Caja Rural-Seguros RGA | + 0s     |
| 5. | Phil Bauhaus   | Bahrain-Merida         | + 0s     |

-

## Classificações ao final da etapa

### Classificação geral
| \| Classificação geral \| Classificação geral \| Classificação geral \| Classificação geral \| Classificação geral \| \| Ciclista \| Ciclista \| Equipe \| Tempo \| \| \| ------------------- \| ------------------- \| ------------------- \| ------------------- \| ------------------- \| \| 1. \| Nicolas Roche \| Team Sunweb \| 9h51m14s \| \| \| 2. \| Nairo Quintana \| Movistar Team \| + 2s \| \| \| 3. \| Rigoberto Urán \| EF Education First \| + 8s \| \| \| 4. \| Mikel Nieve \| Mitchelton-Scott \| + 22s \| \| \| 5. \| Miguel Ángel López \| Astana \| + 33s \| \| |                    |                    |          |
| |                    |                    |          |
| Fonte: ProCyclingStats |                    |                    |          |
| Classificação geral |                    |                    |          |
| Ciclista | Ciclista           | Equipe             | Tempo    |
| 1. | Nicolas Roche      | Team Sunweb        | 9h51m14s |
| 2. | Nairo Quintana     | Movistar Team      | + 2s     |
| 3. | Rigoberto Urán     | EF Education First | + 8s     |
| 4. | Mikel Nieve        | Mitchelton-Scott   | + 22s    |
| 5. | Miguel Ángel López | Astana             | + 33s    |

### Classificação por pontos
| Classificação por pontos | Classificação por pontos | Classificação por pontos | Classificação por pontos | Classificação por pontos |
| Ciclista                 | Ciclista                 | Equipe                   | Pontos                   |                          |
| ------------------------ | ------------------------ | ------------------------ | ------------------------ | ------------------------ |
| 1.                       | Nairo Quintana           | Movistar Team            | 25 pts                   |                          |
| 2.                       | Sam Bennett              | Bora-Hansgrohe           | 25 pts                   |                          |
| 3.                       | Nicolas Roche            | Team Sunweb              | 20 pts                   |                          |
| 4.                       | Edward Theuns            | Trek-Segafredo           | 20 pts                   |                          |
| 5.                       | Primož Roglič            | Team Jumbo-Visma         | 18 pts                   |                          |
| 6.                       | Rigoberto Urán           | EF Education First       | 14 pts                   |                          |
| 7.                       | Jon Aberasturi           | Caja Rural-Seguros RGA   | 14 pts                   |                          |
| 8.                       | Sergio Higuita           | EF Education First       | 13 pts                   |                          |
| 9.                       | Fabio Aru                | UAE Team Emirates        | 12 pts                   |                          |
| 10.                      | Phil Bauhaus             | Bahrain-Merida           | 12 pts                   |                          |

### Classificação da montanha
| Classificação da montanha | Classificação da montanha | Classificação da montanha     | Classificação da montanha | Classificação da montanha |
| Ciclista                  | Ciclista                  | Equipe                        | Pontos                    |                           |
| ------------------------- | ------------------------- | ----------------------------- | ------------------------- | ------------------------- |
| 1.                        | Ángel Madrazo             | Burgos-BH                     | 14 pts                    |                           |
| 2.                        | Alejandro Valverde        | Movistar Team                 | 5 pts                     |                           |
| 3.                        | Sander Armée              | Lotto-Soudal                  | 4 pts                     |                           |
| 4.                        | Pierre Latour             | AG2R La Mondiale              | 3 pts                     |                           |
| 5.                        | Jonathan Lastra           | Caja Rural-Seguros RGA        | 3 pts                     |                           |
| 6.                        | Ruben Guerreiro           | Katusha-Alpecin               | 2 pts                     |                           |
| 7.                        | Héctor Benito Sáez        | Euskadi Basque Country-Murias | 2 pts                     |                           |
| 8.                        | Omar Fraile               | Astana                        | 1 pt                      |                           |
| 9.                        | George Bennett            | Team Jumbo-Visma              | 1 pt                      |                           |
| 10.                       | Diego Rubio               | Burgos-BH                     | 1 pt                      |                           |

### Classificação da combinada
| Classificação de combinados | Classificação de combinados | Classificação de combinados | Classificação de combinados | Classificação de combinados |
| Ciclista                    | Ciclista                    | Equipe                      | Pontos                      |                             |
| --------------------------- | --------------------------- | --------------------------- | --------------------------- | --------------------------- |

### Classificação dos jovens
| Classificação dos jovens | Classificação dos jovens | Classificação dos jovens | Classificação dos jovens | Classificação dos jovens |
| Ciclista                 | Ciclista                 | Equipe                   | Tempo                    |                          |
| ------------------------ | ------------------------ | ------------------------ | ------------------------ | ------------------------ |
| 1.                       | Miguel Ángel López       | Astana                   | 9h51m47s                 |                          |
| 2.                       | Sergio Higuita           | EF Education First       | + 4s                     |                          |
| 3.                       | Alex Aranburu            | Caja Rural-Seguros RGA   | + 37s                    |                          |
| 4.                       | Tadej Pogačar            | UAE Team Emirates        | + 1m07s                  |                          |
| 5.                       | James Knox               | Deceuninck-Quick Step    | + 1m08s                  |                          |
| 6.                       | Daniel Felipe Martínez   | EF Education First       | + 1m13s                  |                          |
| 7.                       | Hugh Carthy              | EF Education First       | + 1m13s                  |                          |
| 8.                       | Kilian Frankiny          | Groupama-FDJ             | + 1m22s                  |                          |
| 9.                       | Mark Padun               | Bahrain-Merida           | + 1m32s                  |                          |
| 10.                      | Ruben Guerreiro          | Katusha-Alpecin          | + 1m39s                  |                          |

### Classificação por equipas
| Classificação por equipes | Classificação por equipes  | Classificação por equipes | Classificação por equipes |
| Equipe                    | Equipe                     | Tempo                     |                           |
| ------------------------- | -------------------------- | ------------------------- | ------------------------- |
| 1.                        | Team Sunweb                | 29h06m18s                 |                           |
| 2.                        | EF Education First         | + 2s                      |                           |
| 3.                        | Movistar Team              | + 6s                      |                           |
| 4.                        | Mitchelton-Scott           | + 16s                     |                           |
| 5.                        | Team Jumbo-Visma           | + 35s                     |                           |
| 6.                        | UAE Team Emirates          | + 1m02s                   |                           |
| 7.                        | Astana                     | + 1m33s                   |                           |
| 8.                        | AG2R La Mondiale           | + 2m10s                   |                           |
| 9.                        | Caja Rural-Seguros RGA     | + 2m10s                   |                           |
| 10.                       | Cofidis, Solutions Crédits | + 2m16s                   |                           |

## Abandonos
- Mickaël Delage, doente, não tomou a saída.[2]